# Торчец
Торчец је насељено место у саставу општине Дрње у Копривничко-крижевачкој жупанији, Република Хрватска.

## Историја
До територијалне реорганизације у Хрватској налазио се у саставу старе општине Копривница.

## Становништво
На попису становништва 2011. године, Торчец је имао 621 становника.

## Попис1991.
На попису становништва 1991. године, насељено место Торчец је имало 786 становника, следећег националног састава:
| Попис 1991.‍  | Попис 1991.‍  | Попис 1991.‍ | Попис 1991.‍ | Попис 1991.‍ |
| ------------ | ------------ | ----------- | ----------- | ----------- |
|              |              |             |             |             |
| Хрвати       | Хрвати       |             | 773         | 98,34%      |
| Југословени  | Југословени  |             | 6           | 0,76%       |
| Албанци      | Албанци      |             | 1           | 0,12%       |
| Срби         | Срби         |             | 1           | 0,12%       |
| неопредељени | неопредељени |             | 5           | 0,63%       |
| укупно: 786  |              |             |             |             |